# South Stoke (Oxfordshire)
South Stoke is een civil parish in het bestuurlijke gebied South Oxfordshire, in het Engelse graafschap Oxfordshire met 507 inwoners.